# Januszkowice (Zdzieszowice)
Januszkowice (deutsch Januschkowitz, 1936–1945 Oderhain) ist eine Ortschaft in Oberschlesien. Sie liegt in der Gemeinde Zdzieszowice im Powiat Krapkowicki in der Woiwodschaft Oppeln.

## Geographie

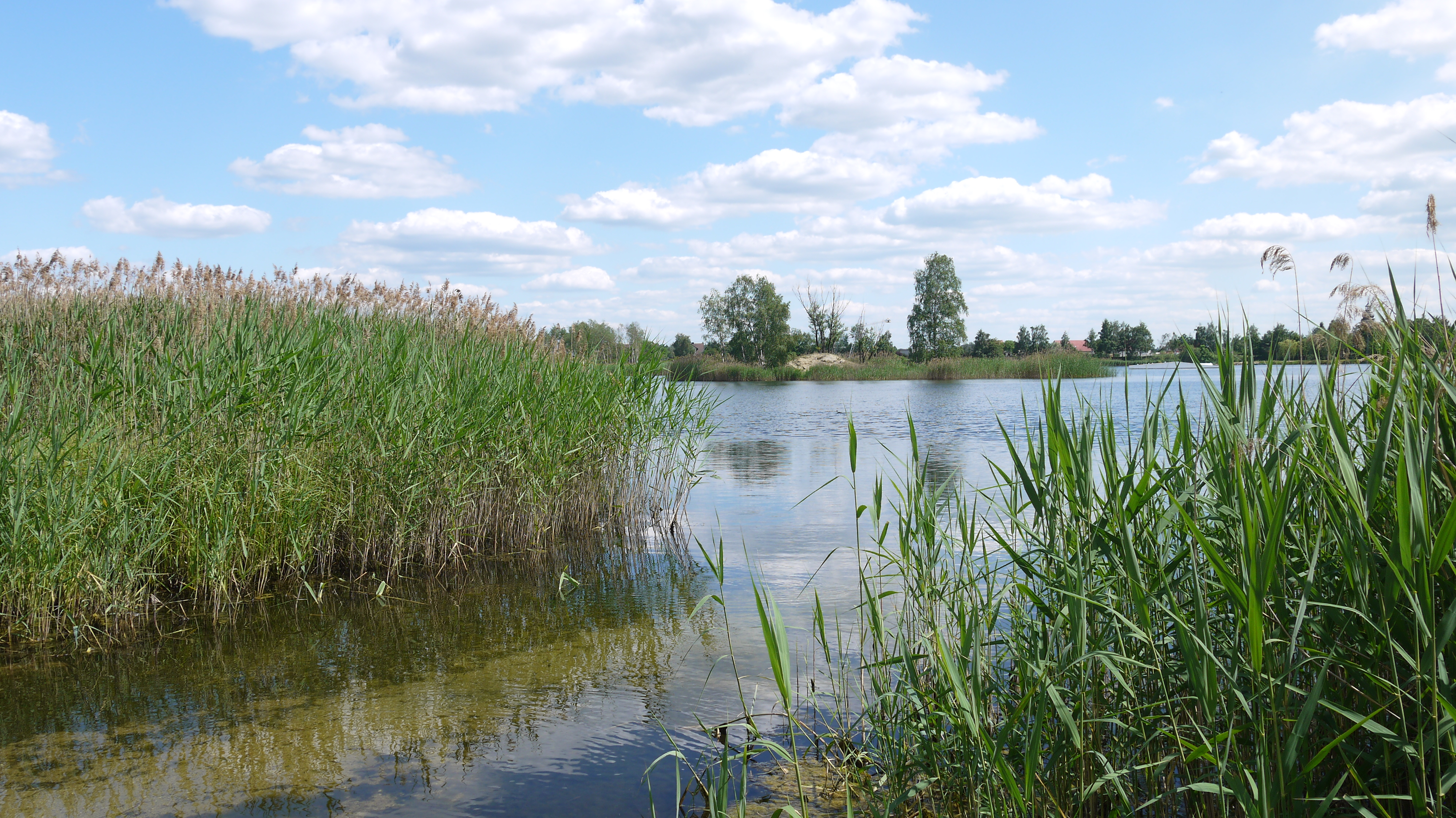
Teichlandschaft bei Januszkowice

### Geographische Lage
Das Straßendorf Januszkowice liegt vier Kilometer nördlich vom Gemeindesitz Zdzieszowice (Deschowitz), 18 Kilometer südöstlich von der Kreisstadt Krapkowice (Krappitz) und 28 Kilometer südöstlich von der Woiwodschaftshauptstadt Opole (Oppeln). Der Ort liegt in der Nizina Śląska (Schlesische Tiefebene) innerhalb der Kotlina Raciborska (Ratiborer Becken) hin zur Chełm (Chelm). Westlich des Dorfes verläuft die Oder. Im Osten und Norden liegen weitläufige Teichlandschaft. Südlich des Dorfes liegt der Badeteich Jezioro Srebrne, ein Altarm der Oder.
Der Ort liegt an der Bahnstrecke Kędzierzyn-Koźle–Opole. Durch den Ort verläuft die Woiwodschaftsstraße Droga wojewódzka 423.

### Ortsteil
Ortsteile von Januszkowice sind Lesiana (Leschane) und Wielmierzowice (Wielmirzowitz).

### Nachbarorte
Nachbarorte von Januszkowice sind im Norden der Gemeindesitz Zdzieszowice (Deschowitz) und im Osten Krassowa (Krasowa) und Raschowa (Raszowa).

## Geschichte

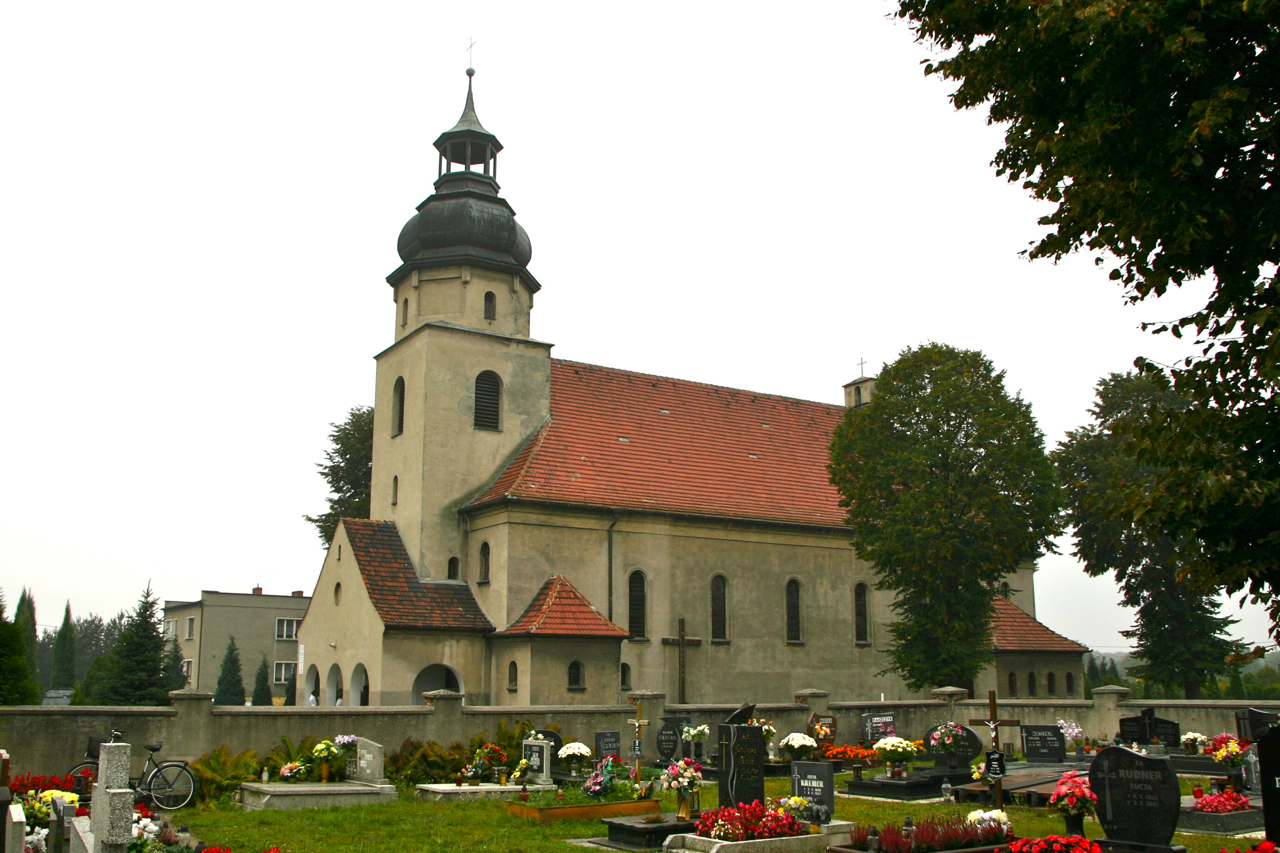
Blasiuskirche

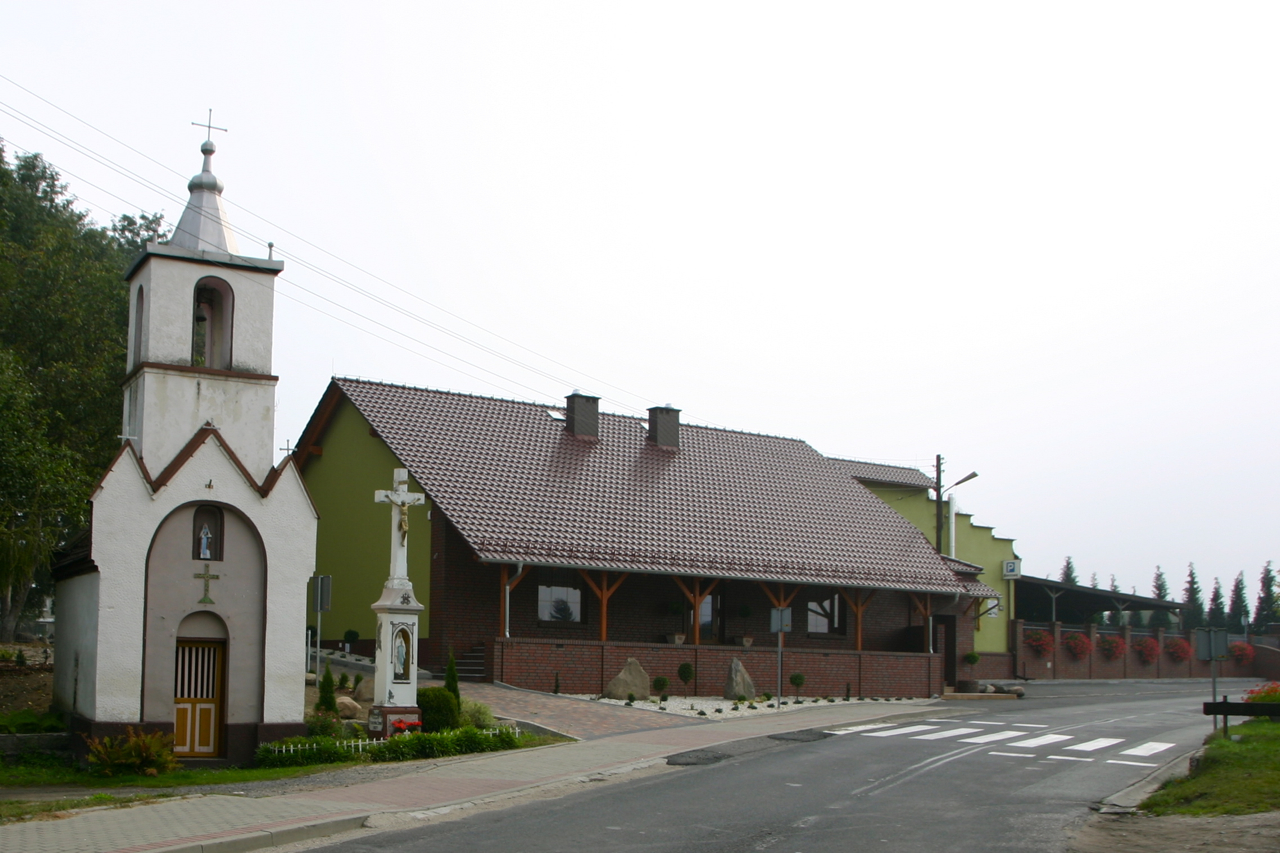
Ortsbild mit Glockenkapelle

Der Ort entstand spätestens im 16. Jahrhundert und wurde 1532 erstmals urkundlich erwähnt.
Nach dem Ersten Schlesischen Krieg 1742 fiel Januschkowitz mit dem größten Teil Schlesiens an Preußen. Der Ort wurde 1783 im Buch Beyträge zur Beschreibung von Schlesien als Januschkowi(t)z erwähnt, gehörte dem Stift Himmelwitz und lag im Kreis Groß Strehlitz des Fürstentums Oppeln. Damals hatte er 204 Einwohner, ein Vorwerk, eine Mühle, acht Bauern, 21 Gärtner und drei Häusler.
Nach der Neuorganisation der Provinz Schlesien gehörte die Landgemeinde Januschkowitz  ab 1816 zum Landkreis Cosel im Regierungsbezirk Oppeln. 1845 bestanden im Ort eine Schule eine Zieglei, eine Wassermühle und 60 Häuser. Im gleichen Jahr lebten in Januschkowitz 430 Menschen, allesamt katholisch. 1865 bestand Januschkowitz aus einem Rittergut und einem Dorf. Das Dorf hatte zusammen mit der Kolonie Lesiana sieben Bauern, drei Dreiviertelbauern, 18 Gärtner und 21 Häusler, sowie zwei Wassermühlen mit drei Mahlgängen und einer Säge, eine Bierbrauerei und eine katholische Schule. Die Kirche befand sich in Rokitsch. 1874 wurde der Amtsbezirk Raschowa gegründet, welcher die Landgemeinden Januschkowitz, Lenkau, Raschowa, Rokitsch und Wielmierzowitz und die Gutsbezirke Januschkowitz, Lenkau, Raschowa, Rokitsch und Wielmierzowitz umfasste.
Bei der Volksabstimmung in Oberschlesien am 20. März 1921 stimmten im Ort 197 Wahlberechtigte für einen Verbleib Oberschlesiens bei Deutschland und 139 für eine Zugehörigkeit zu Polen. Januschkowitz verblieb nach der Teilung Oberschlesiens beim Deutschen Reich. 1933 zählte der Ort 920 Einwohner. Am 20. April 1936 wurde der Ort im Zuge einer Welle von Ortsumbenennungen der NS-Zeit in Oderhain umbenannt. Am 1. April 1937 wurde Lindenhag nach Oderhain eingemeindet. 1939 zählte Oderhain 1118 Einwohner. Bis 1945 befand sich der Ort im Landkreis Cosel.
1945 kam der bis dahin deutsche Ort unter polnische Verwaltung und wurde anschließend der Woiwodschaft Schlesien angeschlossen und ins polnische Januszkowice umbenannt. 1950 kam der Ort zur Woiwodschaft Oppeln. 1999 kam der Ort zum wiedergegründeten Powiat Krapkowicki.

## Sehenswürdigkeiten
- Die römisch-katholische Blasiuskirche  (poln. Kościół św. Błażeja) wurde 1934–1936 im naobarocken Stil errichtet.[8] Die Kirche steht seit 2009 unter Denkmalschutz.[9]
- Friedhofskapelle
- Gutshof
- Marienkapelle, Wegkapelle aus dem Jahr 1900 mit Glockenturm
- Wegkapelle aus dem Jahr 1900 mit Glockenturm
- Wegkreuze
- Skulptur des heiligen Johannes von Nepomuk

## Vereine
- Fußballverein Górnik Januszkowice
- Tanzverein Połączeni Tańcem
- Freiwillige Feuerwehr OSP Januszkowice